# Vidularia
Vidularia (abgekürzt Vid.) ist der Titel einer Komödie des römischen Dichters Plautus, die nur fragmentarisch erhalten ist. Sie stammt aus dem frühen 2. Jahrhundert v. Chr.

## Inhalt
Das Stück handelt von dem jungen Nicodemus, der durch einen Schiffbruch von seiner Geliebten Soteris getrennt wird und all seinen Besitz verliert. Nachdem er mit einem Floß das Land erreicht hat, kommt er bei dem Fischer Gorgines unter. Um seinen Unterhalt zu verdienen, verdingt er sich bei dem alten Bauern Dinia als Landarbeiter. Obwohl Nicodemus als Städter keine körperliche Arbeit gewohnt ist, nimmt Dinia ihn aus Mitgefühl in Gedanken an seinen eigenen, verlorenen Sohn auf. Schließlich wird der Koffer angespült und der Fischer Cacistus und der Sklave Aspasius streiten sich darum, wer ihn behalten darf. Sie rufen den Fischer Gorgines als Schiedsrichter an. Der Schmuck, der sich im Koffer befindet, führt schließlich zur Anagnorisis: Dinia erkennt in Nicodemus seinen verloren geglaubten Sohn und in Soteris die Tochter des Gorgines.
Das Stück zeigt Ähnlichkeit zu den griechischen Komödien Rudens von Diphilos und Epitrepontes („Das Schiedsgericht“) von Menander. Sein Titel bedeutet „Das Kofferstück“ (vīdulus „Koffer“) und verweist auf den zentralen Gegenstand der Handlung. Im unvollständigen Prolog sind die Worte Sc⟨h⟩edia … noster f⟨ecit⟩ V⟨iduaria⟩m überliefert. Wilhelm Studemund ergänzt diese Verse folgendermaßen: ‚Schedia‘ ist das Stück von einem griechischen Dichter benannt, dies hat der Unsere zu ‚Vidularia‘ gemacht (Sched⟨ia haec⟩ vo⟨catast a⟩ grae⟨co com⟩o⟨edia⟩ poeta, hanc noster f⟨ecit⟩ V⟨idularia⟩m). Friedrich Leo ergänzt anders: ‚Schedia‘ wird es auf griechisch genannt; der Unsere machte es zu ‚Vidularia‘ (Sc⟨h⟩edi⟨a haec⟩ vo⟨catur?⟩ g⟨r⟩ae⟨ce? …⟩ noster f⟨ecit⟩ V⟨idularia⟩m). Der Titel der griechischen Vorlage lautete demnach σχεδία, „das Floß“; dies entspricht dem lateinischen Titel Rudens („das Schifflein“).

## Forschung
Die Komödie nimmt im antiken Corpus der 21 Komödien des Plautus den letzten Platz ein. Sie ist lediglich in der Ambrosianischen Handschrift des Plautus überliefert, aber auch dort sind nur 91 Verse (zum Teil unvollständig) und 13 weitere Fragmente erhalten. In den palatinischen Handschriften, dem Hauptüberlieferungszweig der plautinischen Komödien, steht nur der Titel der Komödie. Die erste kritische Ausgabe veröffentlichte Wilhelm Studemund (Commentatio de Vidularia Plautina, 1870), der in den 60er Jahren als Erster die Fragmente des ambrosianischen Palimpsests entdeckte. Bei einem Vortrag auf der 37. Philologenversammlung in Wiesbaden (1882) rekonstruierte er zwei hypothetische Vorgängerstücke des Diphilos. Weitere kritische Ausgaben erschienen von Friedrich Ritschl und seinen Schülern Gustav Löwe, Georg Goetz und Fritz Schöll (Leipzig: Teubner, 1871–1894), Friedrich Leo (Berlin: Weidmann, 1895–1896) und Wallace Martin Lindsay (Oxford: OCT, 1905). 1982 erschien eine kommentierte Ausgabe von Roberto Calderan. Die vollständigste Fassung des Textes samt Scholien und indirekter Überlieferung bietet die moderne Edition von Salvator Monda (Sarsinae/Urbini 2004), die als zweiter Band in der Plautus-Ausgabe von Sarsinae (Editio Plautina Sarsinatis) erschien. Die Textgestalt ist weitgehend gleich geblieben; es wurden aber fünf Handschriften für die Edition ausgewertet, die von den früheren Herausgebern nicht berücksichtigt wurden.